# Aphanocephalus kaszabi
Aphanocephalus kaszabi is een keversoort uit de familie Discolomatidae. De wetenschappelijke naam van de soort is voor het eerst geldig gepubliceerd in 1962 door John.